# Vejano
Vejano (o Veiano) è un comune italiano di 2 149 abitanti della provincia di Viterbo nel Lazio.

## Geografia fisica

### Territorio

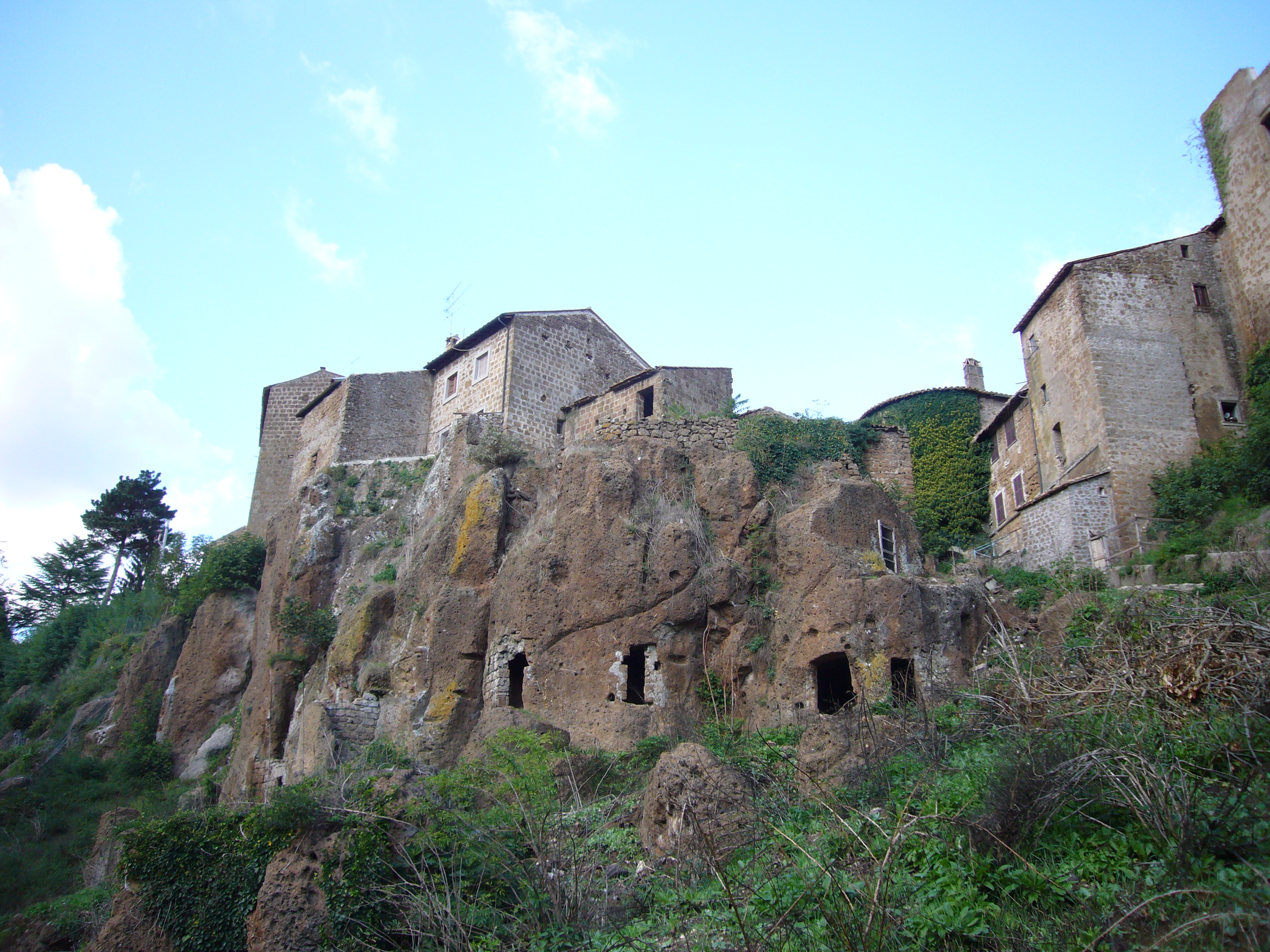
Il borgo

Situato lungo la Strada statale 493 Via Claudia Braccianese, il borgo di Vejano sorge su di uno sperone tufaceo ai piedi del Poggio di Coccia e posto alla confluenza nel fiume Mignone dei fossi Gorgolione e Del Becco.

### Clima
- Classificazione climatica: zona E, 2113 GR/G

## Origini del nome
Il nome del paese è di dubbia attribuzione: forse deriva da Veio, la potente città etrusca sconfitta da romani nel 396 a.C.: gli abitanti che riuscirono a fuggire si sarebbero trasferiti in queste terre fondando una nuova comunità; secondo altre fonti potrebbe derivare da una locuzione del tardo Medioevo che identificava l'incrocio fra quattro strade con il termine viano.

## Storia
Il ritrovamento nel 1982 del sito archeologico di Torre dell’Ischia risalente alla cultura protovillanoviana fa datare all’età del bronzo la presenza di insediamenti umani organizzati, mentre la villa a Fontiloro è riferita alla civiltà etrusca e romana risalente all’età del ferro.
Fino all’alto medioevo le notizie su Viano sono scarse e solo dal 1213 si cominciano a trovare informazioni sulla piccola comunità. Tra il 1213 e il 1493 si alternarono, nel dominio dei feudi di Viano, Oriolo e Rota i Vico, gli Anguillara e gli Orsini.
Successivamente, il 12 settembre 1493 il feudo passò a Giorgio II Santacroce che lo ricevette da Gentile Virginio Orsini insieme al titolo di marchese come ricompensa dei servigi resi e della fedeltà mostrata verso la sua famiglia. Nel gennaio 1604, in seguito alla decapitazione di Onofrio III Santacroce, il feudo Santacroce passò alla Camera Apostolica. Di conseguenza il principe Virginio Orsini intraprese una battaglia legale contro i Santacroce per la restituzione del feudo.
Nel 1617 con motu proprio di Paolo V, il feudo di Vejano fu restituito agli Orsini, insieme a quelli di Oriolo e Rota.
Nel 1671 gli Orsini rivendettero il feudo ai principi Altieri ai quali rimase per tre secoli fino alla proclamazione della Repubblica italiana.

### Onorificenze

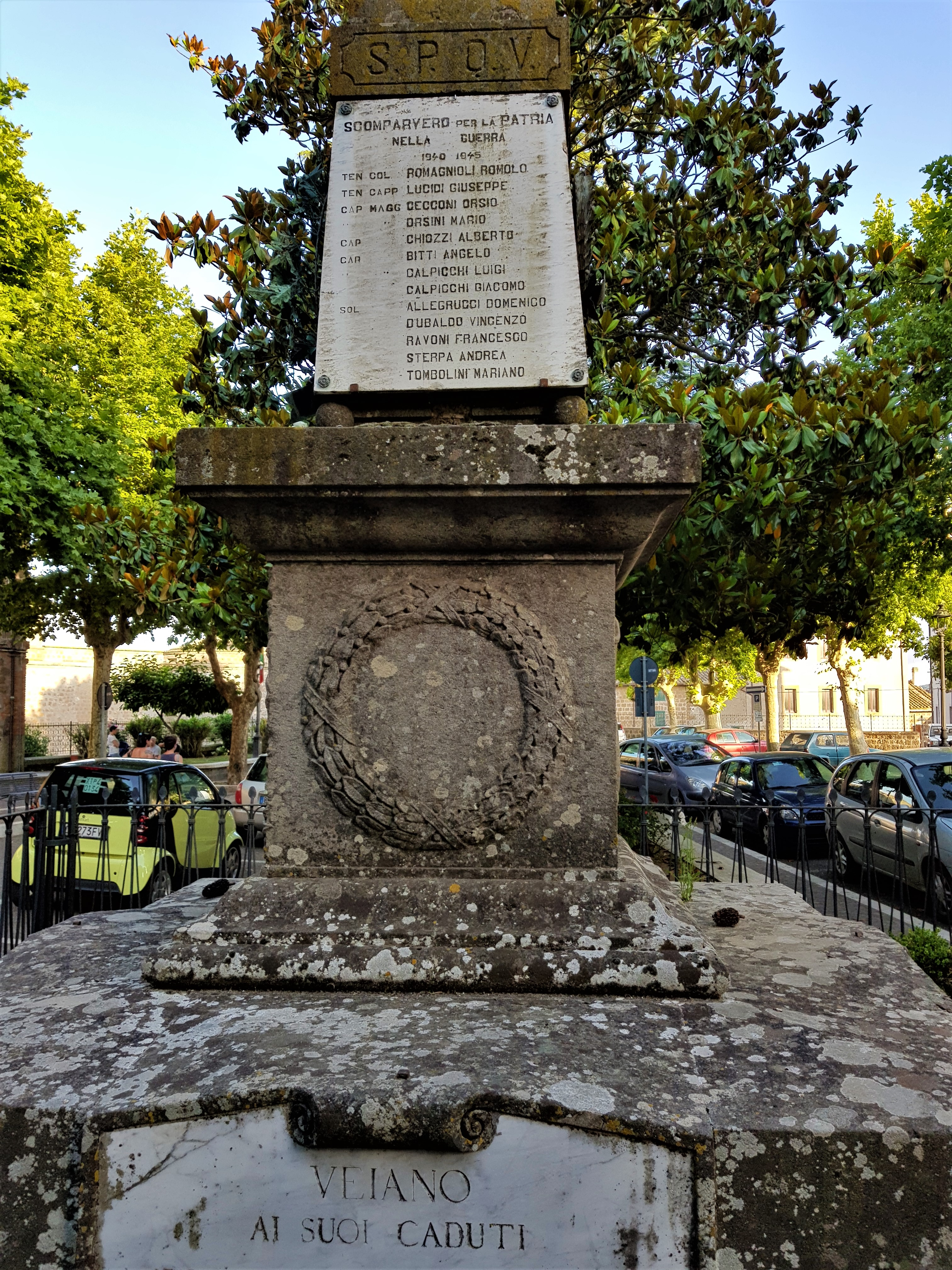
Monumento caduti

## Monumenti e luoghi d'interesse
La struttura urbanistica attuale mostra le forme del periodo medioevale, testimonianza del passaggio al governo del paese delle diverse famiglie nobili che si susseguiranno: gli Anguillara, i Prefetti di Vico, i Della Rovere, gli Orsini.
Composto di due parti, nella zona vecchia le quattro vie in mattonato con selci circondano le mura del castello medievale scandito da tre torri di difesa, mentre la parte nuova si concentra attorno alla piazza e nella zona nord verso Viterbo

### Architetture religiose
- Chiesa di Santa Maria Assunta, edificata nel 1344 viene fatta ristrutturare da Onofrio Santacroce nel 1518 dove sarà sepolto il 21 ottobre 1551. Nel 1671 subirà un nuovo restauro per opera della famiglia Altieri. Con il bombardamento anglo-americano del 5 giugno 1944 la chiesa viene seriamente danneggiata e ricostruita alla fine del conflitto.[10]
- Sacello funerario Santacroce (Chiesa della Madonna del Rosario), progettata dall'architetto Bartolomeo Baronino[11] collaboratore di Antonio da Sangallo il Giovane,  fu edificata tra il 1554 e il 1555.[12]
- Chiesa di Sant'Orsio, XIV sec.[13]

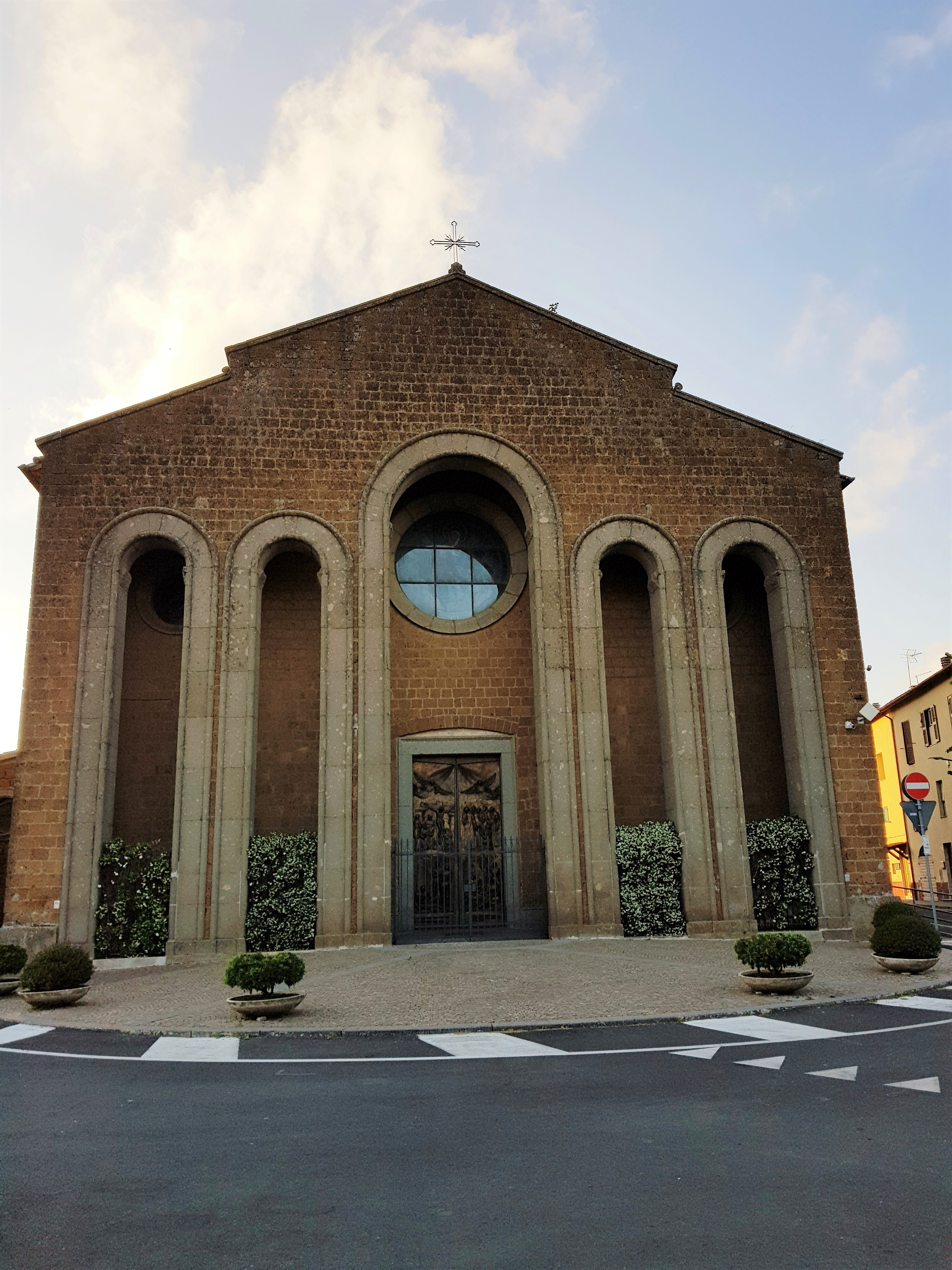
Chiesa Santa Maria del Rosario, 1955

- Chiesa di Santa Maria del Rosario, 1909 - 1935. Con il bombardamento anglo-americano del 5 giugno 1944 la chiesa viene distrutta; sarà ricostruita tra 1954 - 1955.[14]

### Architetture militari

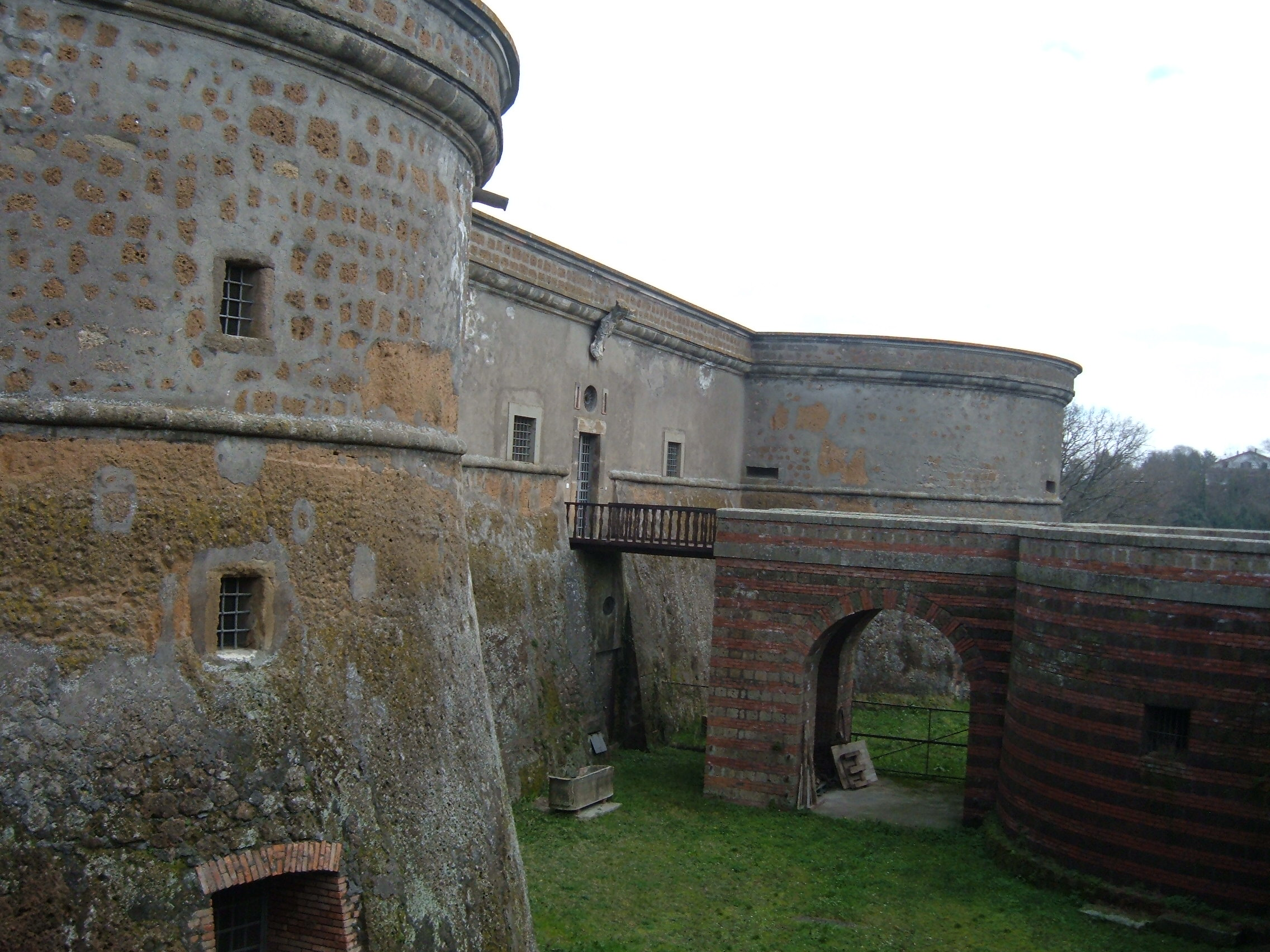
La Rocca Santacroce, 1538

- Rocca di Vejano, nel 1518 Onofrio III ricostruì il castello distrutto da Cesare Borgia nel 1496. La rocca ha una pianta triangolare con 3 massicci torrioni posti ai vertici. La struttura è stata costruita in tufo: la parte più bassa è ricavata direttamente nella roccia mentre la parte più alta costituita dalle mura è costruita a mattoni. La rocca è circondata da un grande e profondo fossato e vi si accede tramite un ponte tufo e legno.[15] La rocca dal 1493 al 1604 la rocca fu di proprietà dei Santacroce, quindi, fu ceduta agli Orsini che la rivendettero nel 1671 agli Altieri, a cui rimarrà per tre secoli fino a quando con la morte di Ludovico Altieri la famiglia si estinse e la proprietà passò ai Principi di Napoli-Rampolla.

### Siti archeologici
Lungo il corso del Mignone sono presenti i resti di alcuni insediamenti umani con caratteristiche orografiche simili edificati su speroni tufacei di difficile accesso, facile da difendere e nelle immediate vicinanze dell'acqua.
In località Torre d'Ischia è presente un insediamento umano risalente alla protostoria datato all'età del bronzo finale riconducibile alla cultura protovillanoviana.
Risalente alla prima metà del I secolo d.C. situato sul ciglio di una rupe in posizione panoramica sulla valle nei pressi di Fontiloro si trova un monumento rupestre con podio e piattaforma sagomata probabilmente utilizzato come altare; la presenza nel centro della piattaforma di un pozzetto di forma tronco-conica fa pensare a un utilizzo per deporre l’urna cineraria.
Sempre in località Fontiloro, citata nei documenti del XVI secolo come Fontalloro e Font’Alloro, è stata rinvenuta una rustica dotata di impianti termali risalente all'età romana. L’area archeologica nel 1991 fu oggetto di scavi e ha restituito importanti resti di età etrusca e romana.
In località Teto sono, inoltre, presenti i resti di un castrum medievale, noto come Castrum Alteti.

### Aree naturali

#### Sito di interesse comunitario
- Mola di Oriolo: SIC IT6010033.[20] Si estende per 175,8 ha e presenta un territorio tipico della forra, creatosi per mezzo dell'erosione dei banchi tufacei operata dal Mignone, con vegetazione mesofila. Interessa il territorio dei comune di Oriolo Romano e Vejano.

#### Zone protezione speciale
- Comprensorio Tolfetano-Cerite-Manziate ZPS IT6030005.[21]  Ḕ un territorio collinare di elevato pregio ambientale immediatamente alle spalle della costa tirrenica che si estende per 67573 ha  con vegetazione mesofila, ricca di avifauna in particolare rapaci forestali e di mammiferi carnivori. Interessa oltre al territorio di Vejano anche quello delle arre protette di Manziana, Barbarano Romano, Canale Monterano, Tolfa e Allumiere.

## Società

### Evoluzione demografica
Abitanti censiti

## Economia
Di seguito la tabella storica elaborata dall'Istat a tema Unità locali, intesa come numero di imprese attive, ed addetti, intesi come numero addetti delle unità locali delle imprese attive (valori medi annui).
|         | 2015                  | 2015                         | 2015                       | 2015           | 2015                  | 2015                | 2014                  | 2014           | 2013                  | 2013           |
| ------- | --------------------- | ---------------------------- | -------------------------- | -------------- | --------------------- | ------------------- | --------------------- | -------------- | --------------------- | -------------- |
|         | Numero imprese attive | % Provinciale Imprese attive | % Regionale Imprese attive | Numero addetti | % Provinciale Addetti | % Regionale Addetti | Numero imprese attive | Numero addetti | Numero imprese attive | Numero addetti |
| Vejano  | 107                   | 0,46%                        | 0,02%                      | 170            | 0,29%                 | 0,01%               | 112                   | 185            | 106                   | 185            |
| Viterbo | 23.371                |                              | 5,13%                      | 59.399         |                       | 3,86%               | 23.658                | 59.741         | 24.131                | 61.493         |
| Lazio   | 455.591               |                              |                            | 1.539.359      |                       |                     | 457.686               | 1.510.459      | 464.094               | 1.525.471      |

Nel 2015 le 107 imprese operanti nel territorio comunale, che rappresentavano lo 0,46% del totale provinciale (23.371 imprese attive), hanno occupato 170 addetti, lo 0,29% del dato provinciale (59.399 addetti); in media, ogni impresa nel 2015 ha occupato una persona (1,59).

## Infrastrutture e trasporti

### Ferrovie
Per quanto riguarda il trasporto ferroviario, Vejano aveva una sua stazione ferroviaria, situata sulla Via Claudia posta sulla ferrovia Orte-Capranica-Civitavecchia. In seguito a una frana, la ferrovia fu chiusa nel 1961 nella tratta Civitavecchia-Capranica e, nonostante una mole enorme di finanziamenti e nonostante il suo ripristino sia stato più volte annunciato, non è stata più riaperta.
Un'altra stazione al servizio di Vejano sarebbe quella di Oriolo (9 km) sulla FL3 ferrovia Roma-Capranica-Viterbo.

## Amministrazione
Il 15 gennaio 1871 Viano viene annesso al Regno d'Italia ed inserito nella provincia di Roma.
Il 24 settembre 1872 Viano cambia denominazione in Vejano.
Il 2 gennaio 1927, a seguito del riordino delle circoscrizioni provinciali stabilito dal regio decreto n. 1 del 2 gennaio 1927, per volontà del governo Mussolini che istituiva la provincia di Viterbo, Vejano passò dalla provincia di Roma a quella di Viterbo.

### Sindaci
| Periodo | Periodo   | Primo cittadino    | Partito                      | Carica  | Note   |
| ------- | --------- | ------------------ | ---------------------------- | ------- | ------ |
| 1995    | 1999      | Alberto Rinelli    | Lista civica                 | Sindaco | [ 28 ] |
| 1999    | 2004      | Camillo Fiaschetti | Centro-sinistra+Lista civica | Sindaco | [ 29 ] |
| 2004    | 2009      | Camillo Fiaschetti | Lista civica                 | Sindaco | [ 30 ] |
| 2009    | 2014      | Caterino Donati    | Lista civica                 | Sindaco | [ 31 ] |
| 2014    | 2019      | Alberto Rinelli    | Lista civica                 | Sindaco | [ 32 ] |
| 2019    | in carica | Teresa Pasquali    | Lista civica                 | Sindaco | [ 33 ] |

### Gemellaggi
- Santorso